# Лука Ријека
Лука Ријека је лука у Ријеци која се налази на обали Кварнерског залива у Јадранском мору. Први записи о луци датирају из 1281. године. Била је главна лука Краљевине Мађарске у 19. веку и почетком 20. века, Југославије између Другог светског рата и 1991. и Хрватске након њеног осамостаљења. Данас је то највећа лука у Хрватској са пропусношћу од 13,6 милиона тона 2020, углавном нафте, генералног терета и расутих терета и 344.091 јединица еквивалента двадесет стопа.

## Историја
Први запис о ријечкој луци датира из 1281. године када је Велико вијеће Млетачке републике пријавило сукоб млетачких трговаца и бродовласника из Задра и Раба. Године 1719. ријечка лука је добила повељу као слободна лука од стране цара Светог римског царства Карла, а први пут који је повезивао луку са залеђем, Каролински пут, завршен је 1728. године. Унутрашње везе су постепено побољшаване изградњом путева Џозефина и Луизијана 1779, односно 1810. године.
Године 1776. Ријека је постала корпус сепаратум у оквиру Хабзбуршке монархије, позната под својим мађарско–италијанским именом Фиуме и пребачена је у Краљевину Мађарску како би подстакла трговину. Након аустроугарског компромиса 1867. године, Ријека добија све већи значај као једина мађарска поморска лука, а у другој половини 19. века довршена је нова вештачка лука, као и железничке линије до Будимпеште преко Загреба и до Пивке у Словенији, где се пруга спојила са Аустријском јужном железницом која повезује Беч и Трст. Развој у овом периоду подстакао је ријечку луку да заузме десето место по обиму транспорта међу европским лукама пошто је достигла врхунац 1913. У другој половини 19. века изграђен је велики лукобран заједно са пристаништем у самом граду Ријеци, померајући обалу између сто и двеста метара. У том периоду изграђена је и железничка инфраструктура северно од луке, као и складишни објекти, административне зграде и други неопходни објекти. Железничке објекте је пројектовао Јожеф Бејнвил, док је саму луку Хиларион Паскал који је претходно пројектовао луку Марсеј и Антал Хајнал. Дизајн је представљен у Паризу 1878. године.
Након пораза Аустроугарске у Првом светском рату и Рапалског споразума 1920. године, Ријека је постала независна град–држава позната као Слободна држава Ријека. То је означило почетак пропадања луке, пошто је изгубила велики део свог главног тржишта Мађарске. Италија је анектирала Ријеку 1924. Римским споразумом, а лука је постала периферна, без модерних железничких или друмских веза са остатком земље, што је додатно допринело већ очигледном економском паду.
Током Другог светског рата Ријека је била на мети око тридесет савезничких бомбардовања, а 1945. године Немци су у повлачењу оштетили око 90% лучких објеката. Међу потопљеним бродовима у луци била је и немачка помоћна крстарица Кибиц, која је касније била подигнута и поправљена у Јахту Галеб. Град Ријека је купио брод који је накнадно усидрен у луци и на крају отворен као музеј 2011.
Након Другог светског рата и Париских мировних уговора Ријека је постала део Хрватске и Југославије, тиме је ријечка лука добила ново тржиште и покренула даљи развој. Терминал за расуте терете завршен је 1967. године, а затим складишта у Шкрљеву 1978. Године 1979. дограђени су контејнерски терминал на Сушаку, терминал за фосфате у Ријеци и терминал за дрво у Бршици. Највећи обим терета забележен је 1980. када је 20.2 милиона тона, укључујући 13.1 милион тона течног терета, превезено. Од 1996. године обим пословања Луке Ријека поново постепено расте.

## Лучка управа Ријека
Лучку управу Ријека основала је 1996. године Република Хрватска као прву лучку управу у земљи. Задужена је за планирање и стратешки развој, укључујући издавање концесија и дозвола, надзор, безбедност пловидбе у лучком подручју, безбедност и заштиту од пожара, као и управљање отпадом. Пословањем воде концесионари Лука Ријека дд, Јадрански нафтовод и Јадранска врата дд и њихови подизвођачи.
У марту 2010. године лучке власти Трста, Равене, Венеције и Копра основале су Удружење лука северног Јадрана у Трсту са циљем унапређења положаја лука у Европској унији и њених транспортних образаца. Лука Ријека приступила је Удружењу у новембру 2010. као удружење лука северног Јадрана које има за циљ да усклади информационе системе и организациону поставку лука чланица како би привукла бродарство. Планирано је да пројекат буде завршен до 2013. Осим тога, Лука Ријека је и чланица мреже Европске организације морских лука, Међународног удружења лучких капетана, Хрватске асоцијације лучких управа и Међународног удружења лука.
Лучка управа Ријека управља центром за контролу промета који се налази у новом путничком терминалу. Систем контроле саобраћаја се састоји од електронског приказа карте и информационог система који користи радарске сензоре и систем за аутоматску идентификацију, као и додатне системе као што су ВХФ систем, хидрометеоролошки подаци, видео-надзор пристаништа затвореног круга и систем за обраду података. У 2011. години лучка управа је похваљена као једна од четири најбоље лучке управе у свету.

## Транспортни капацитети
Лука Ријека налази се на Кварнерском заливу у северном Јадранском мору, са средиштем града Ријеке. Објекти обухватају терминале и друге објекте у граду и на подручју које сеже од Бакарског залива гдје се налази терминал за расуте терете, отприлике 13 км источно од Ријеке, до Бршице западно од Ријеке, где се налази вишенаменски терминал. Лука Ријека налази се на јужном крају паневропске транспортне мреже Коридора Вб, представљајући поморски продужетак жељезничких и друмских праваца који воде до и из Ријеке. Они обухватају модерне путеве као што је аутопут А6 који чини део европске руте Е65 и повезује Загреб, Будимпешту и Беч и аутопут А7, део европске руте Е61 и Е65. Железничке везе обухватају једноколосечне железничке линије до Загреба и до Пивке у  Словенији. Постоје планови за надоградњу на двоколосечну пругу високих перформанси.
Лука се састоји од неколико терминала:
- Терминал за расуте терете – обрађује угаљ, руду гвожђа и расуте терете са четири милиона тона годишњег капацитета. Прихвата Capesize бродове, налази се у Бакарском заливу 13 км источно од Ријеке.
- Терминал за житарице – руковање и складиштење житарица и уљарица, један милион тона годишњег капацитета, западни део Луке Ријека.
- Контејнерски и Ро–Ро терминал – рукује интермодалним контејнерима и управља Јадранска врата дд.[27]
- Терминал за генералне терете – обрађује генералне терете, со и цемент, два милиона тона годишњег капацитета, западни део луке.
- Терминал за дрво – рукује, складишти и прерађује дрво, 500.000 тона годишњег капацитета, источни део луке.
- Терминал Шкрљево – објекти за складиштење, прераду и паковање терета, заузима 103 ари и налази се 10 км од Ријеке, обезбеђујући приступ аутопуту и железници.
- Фриго терминал – рукује и складишти расхлађену и смрзнуту храну, 100.000 тона годишњег капацитета, западни део луке.
- Терминал Бршица – претовар стоке, дрвне грађе и генералних терета, 60.000 тона годишњег капацитета, налази се 60 км западно од Ријеке.
- Путнички терминал – једанаест пристаништа, опслужује 200.000 путника годишње углавном путујући линијама које опслужују оближња острва и друге луке дуж јадранске обале.[28][29]
- Терминал за течне терете – налазе се у заливу Омишаљ (управља ЈАНАФ) и ували Сепен (управља ДИОКИ дд), оба на острву Крк. Годишњи капацитет је од двадесет и четири милиона тона нафте, а капацитет складиштења 130.000 тона. Терминал је повезан са цевоводом којим управљају ЈАНАФ и петрохемијска творница ДИНА у Омишљу.[30][31][32]
- Дубокоморски контејнерски терминал Загреб – тренутно у фази опремања, почеће са радом 2024. године. Налази се у источном делу луке којим управља Ријека Гатеваи доо.

Лука има педесет и осам везова и два додатна веза у терминалу за течне терете, укупне површине луке 370 ари и 335.000 km² затворених складишта.

## Пословне операције
Лука Ријека је највећа лука у Хрватској која покрива највећи део увоза и извоза земље. У самој Ријеци је 2008. пристало 2418 бродова, у Бршици 872, у Бакру 818 и у Омишљу 268 бродова — укупно 4376. Лука Ријека је у 2010. години превезла 10,2 милиона тона терета, што је пад од 9% у односу на 2009. Међутим, ова цифра представља повећање обима транспорта сувог терета од 69% у односу на 2002. годину. Број за 2010. укључује 5,6 милиона тона течног терета, 2.3 милиона тона генералног терета, 2,0 милиона тона расутих терета и 254.000 тона дрвета. Контејнерски терминал је последњих година забележио значајан раст пословања. Лука Ријека, такође, опслужује путничке и трајектне линије којима управља Јадролинија до оближњих острва Црес, Мали Лошињ, Сусак, Иловик, Уније, Раб и Паг, као и до јадранских лука јужније, као што су Сплит и Дубровник којим опслужује острва Хвар, Корчулу и Мљет. Путнички терминал опслужује око 200.000 путника сваке године. Од новембра 2021. године у Луци Ријека послују четири концесионара „Лука Ријека дд”, „Јадранска врата дд”, „ЈАНАФ” и „Rijeka Gateway”.

## Будућа експанзија
Лука Ријека дд, оператер Луке Ријека, је 2011. године потписала уговор о стратешком партнерству са ICTSI и Јадранска врата дд. Партнерство има за циљ да прошири капацитет контејнерског терминала на 600.000 ТЕУ. Уговором је такође предвиђено да концесија за рад терминала траје тридесет година уз улагање од педесет и четири милиона евра. Процењује се да ће ICTSI и Лука Ријека дд уложити до милијарду куна (135 милиона евра) у Луку Ријека. Планира се и надоградња осталих лучких терминала, уз улагања преко Светске банке и кроз јавно-приватно партнерство. Они обухватају карго терминале у граду Ријеци и нови путнички терминал отворен у октобру 2009.
Мастер планом развоја луке Ријека, који је израдила „Ротердам Маритиме Гроуп”, предвиђено је даље проширење лучких капацитета до 2030. године, укључујући изградњу великог контејнерског терминала у Омишљу на отоку Крку, у близини нафтног терминала ЈАНАФ Омишаљ. План захтева изградњу жељезничке пруге високих перформанси до Загреба и жељезничке везе коју планирају Хрватске жељезнице до предложеног острвског терминала. Нова линија подразумева изградњу новог моста до острва Крк поред постојећег Крчког моста. План такође укључује проширење постојећих терминала, а процењује се да ће захтевати додатних 150 милиона америчких долара. Такође, планирано је проширење терминала за течне терете, као и проширење објекта Бакарског залива где је планиран ауто терминал. Проширење луке, унапређење саобраћајних веза и стратешко партнерство имају за циљ да се Ријека постане највећа контејнерска лука на Јадранском мору.